# Aldo Eminente
Aldo Eminente, né le 19 août 1931 à Hanoï et mort le 22 août 2021 à Boulogne-Billancourt, est un nageur français spécialiste des épreuves de sprint et de demi-fond en nage libre dans les années 1950. Il est détenteur d'un record du monde en relais sur 4 × 100 m quatre nages en 1953, année suivant l'obtention de la médaille de bronze du relais 4 × 200 m nage libre aux Jeux olympiques d'Helsinki. Spécialiste du 100 m, il remporte six titres consécutifs de champion de France sur cette épreuve entre 1953 et 1958.
Son fils, Eric Eminente, est également un nageur de compétition, puisqu'il devient notamment champion de France, en bassin de 50 mètres, du 400 mères 4 nages en 1976 et 1977 et du 200 mètres papillon en 1977.

## Biographie
Grandissant en Indochine à Hanoï, alors colonie française, Aldo Eminente rejoint la métropole au début des années 1950 où il est sociétaire du Racing club de France.[source insuffisante]
En juillet et août 1952, il participe aux Jeux olympiques organisés à Helsinki en Finlande. Qualifié pour les demi-finales du 100 m nage libre en réalisant le sixième temps global, il est obligé de passer par un barrage pour atteindre la finale puisque deux autres nageurs japonais réalisent le même chrono que le Français en demi-finale. Terminant deuxième de ce barrage, il dispute la finale le lendemain avec le huitième temps des engagés. Lors de cette course, il termine en septième position à une demi-seconde du podium et une seconde et trois dixièmes de la médaille d'or remportée par l'Américain Clarke Scholes. Deux jours après le 100 m a lieu le relais 4 × 200 m nage libre. Aligné avec Joseph Bernardo, Alex Jany et Jean Boiteux, il décroche la médaille de bronze à plus de quatorze secondes du quatuor américain vainqueur de la médaille d'or. Eminente démarre le relais et termine son parcours en troisième position. Ses partenaires, qui luttent avec l'équipe suédoise pour le bronze, parviennent à conserver cette place, en particulier grâce au dernier relais de Boiteux, qui devient le lendemain le premier champion olympique de l'histoire de la natation française en remportant le 400 m nage libre.
Le 1er avril 1953, dans un bassin de 25 mètres à Troyes, Aldo Eminente et ses équipiers de Racing club de France Maurice Violas, Pierre Dumesnil et Julian Arène battent le record du monde du relais 4 × 100 m quatre nages détenu depuis quelques jours par un autre quatuor français. L'année suivante, s'il conserve son titre du 100 m, il s'illustre également sur la distance supérieure en partageant la victoire au 200 m nage libre avec Gilbert Bozon dans un temps de 2 min 14 s 2. Quelques semaines après, il est médaillé d'argent au titre du relais 4 × 200 m lors des Championnats d'Europe organisés à Turin. En 1955, il remporte trois médailles d'or à l'occasion des Jeux méditerranéens en gagnant le 100 m nage libre ainsi que les relais 4 × 100 m nage libre et 4 × 100 m quatre nages. Il dispute pour la deuxième fois les Jeux olympiques en 1956 à Melbourne où il atteint de nouveau la finale du 100 m nage libre. Huitième et dernier de cette course, il ne passe pas le cap des séries éliminatoires lors du relais 4 × 200 m nage libre qui réalise le neuvième temps global alors que seuls les huit meilleurs chronos participent à la finale.
Même après sa retraite sportive, il continue, tant au niveau national qu'au niveau international, de nager en compétition à travers la catégorie « maîtres »,. Il compte 31 titres de champion de France en 2010 et plusieurs récompenses internationales.
Il meurt en août 2021,.

## Palmarès

### Jeux olympiques
| Épreuve / Édition    | Helsinki 1952       | Melbourne 1956             |
| 100 m nage libre     | 7e 58 s 7           | 8e 58 s 1                  |
| 4 × 200 m nage libre | Bronze 8 min 45 s 9 | 9e des séries 8 min 56 s 5 |

### Championnats d'Europe et Jeux méditerranéens
| Épreuve / Édition      | Championnats d'Europe | Jeux méditerranéens | Jeux méditerranéens |
| Épreuve / Édition      | Turin 1954            | Barcelone 1955      | Beyrouth 1959       |
| 100 m nage libre       | 4e 58 s 5             | Or 59 s 7           | —                   |
| 4 × 200 m nage libre   | Argent 8 min 54 s 1   | Or 9 min 3 s 8      | —                   |
| 4 × 100 m quatre nages | —                     | Or 4 min 35 s 8     | Argent 4 min 31 s   |

### Championnats de France
| Épreuve / Édition      | Dijon 1953 | Paris 1954      | Bellerive-sur-Allier 1955 | Paris 1956 | Paris 1957 | Paris 1958 |
| 100 m nage libre       | Or 59 s    | Or 58 s 6       | Or 57 s 9                 | Or 58 s 6  | Or 58 s    | Or 57 s 9  |
| 200 m nage libre       | —          | Or 2 min 14 s 2 | Bronze 2 min 12 s 2       | —          | —          | —          |
| 4 × 200 m nage libre   | —          | —               | Or 9 min 37 s 2           | —          | —          | —          |
| 4 × 100 m quatre nages | —          | —               | Argent 4 min 43 s 7       | —          | —          | —          |

Palmarès incomplet ne listant pour la plupart des éditions que les titres de champions de France individuels.